# Funeral (álbum)
| Críticas profissionais | Críticas profissionais |
| Avaliações da crítica  | Avaliações da crítica  |
| Fonte                  | Avaliação              |
| ---------------------- | ---------------------- |
| allmusic               | [ 1 ]                  |
| MusicOMH.com           | (Positiva)             |
| Pitchfork Media        | (9,7/10)               |

Funeral é o álbum de estreia da banda canadense Arcade Fire, lançado em 14 de setembro de 2004 nos principais mercados pela Merge Records e em 5 de outubro de 2005 no Brasil pela Slag Records / Tratore. Como o título do álbum sugere, muito de Funeral fala sobre morte, mas em uma maneira otimista ao invés de depressiva ou dark. O álbum recebeu este título porque vários membros da banda tinham passado recentemente por perdas de familiares: a avó de Régine Chassagne morreu em junho de 2003; o avô de Win Butler em março de 2004 e a tia de Richard Reed Parry em abril de 2004.
As gravações preliminares para Funeral foram feitas em uma semana em agosto de 2003 no Hotel 2 Tango em Montreal, Quebec, no Canadá. A gravação foi concluída no inverno (verão no Hemisfério Sul) de 2004. Os membros do site Rate Your Music classificaram o álbum na primeira posição como melhor álbum de 2004.

## Faixas
Todas as faixas escritas e compostas por Arcade Fire, com colaboração de Josh Deu nas faixas 1 e 4. 
| N.º | Título                        | Duração |  |
| 1.  | "Neighborhood #1 (Tunnels)"   | 4:48    |  |
| 2.  | "Neighborhood #2 (Laïka)"     | 3:33    |  |
| 3.  | "Une année sans lumière"      | 3:40    |  |
| 4.  | "Neighborhood #3 (Power Out)" | 5:12    |  |
| 5.  | "Neighborhood #4 (7 Kettles)" | 4:49    |  |
| 6.  | "Crown of Love"               | 4:42    |  |
| 7.  | "Wake Up"                     | 5:39    |  |
| 8.  | "Haïti"                       | 4:07    |  |
| 9.  | "Rebellion (Lies)"            | 5:10    |  |
| 10. | "In the Backseat"             | 6:21    |  |

| Disco Bônus (só no Japão) |                                                                      |                |         |  |
| N.º                       | Título                                                               | Compositor(es) | Duração |  |
| 1.                        | "My Buddy" (Alvino Rey Orchestra)                                    |                | 2:35    |  |
| 2.                        | "Neighborhood #3 (Power Out)"                                        | Arcade Fire    | 5:35    |  |
| 3.                        | "Brazil"                                                             | Ary Barroso    | 3:56    |  |
| 4.                        | "Neighborhood #3 (Power Out)" (ao vivo no Great American Music Hall) | Arcade Fire    | 5:57    |  |

## Equipe
- Sarah Neufeld - Violino
- Owen Pallett - Violino
- Michael Olsen - Violoncelo
- Pietro Amato - Corno
- Anita Fust - Harpa
- Sophie Trudeau - Violino em "Wake Up"
- Jessica Moss - Violino em "Wake Up"
- Gen Heistek - Viola em "Wake Up"
- Arlen Thompson - Bateria em "Wake Up"